# Alpirsbacher Klosterbräu
Alpirsbacher Klosterbräu é uma cervejaria em Alpirsbach.

## História

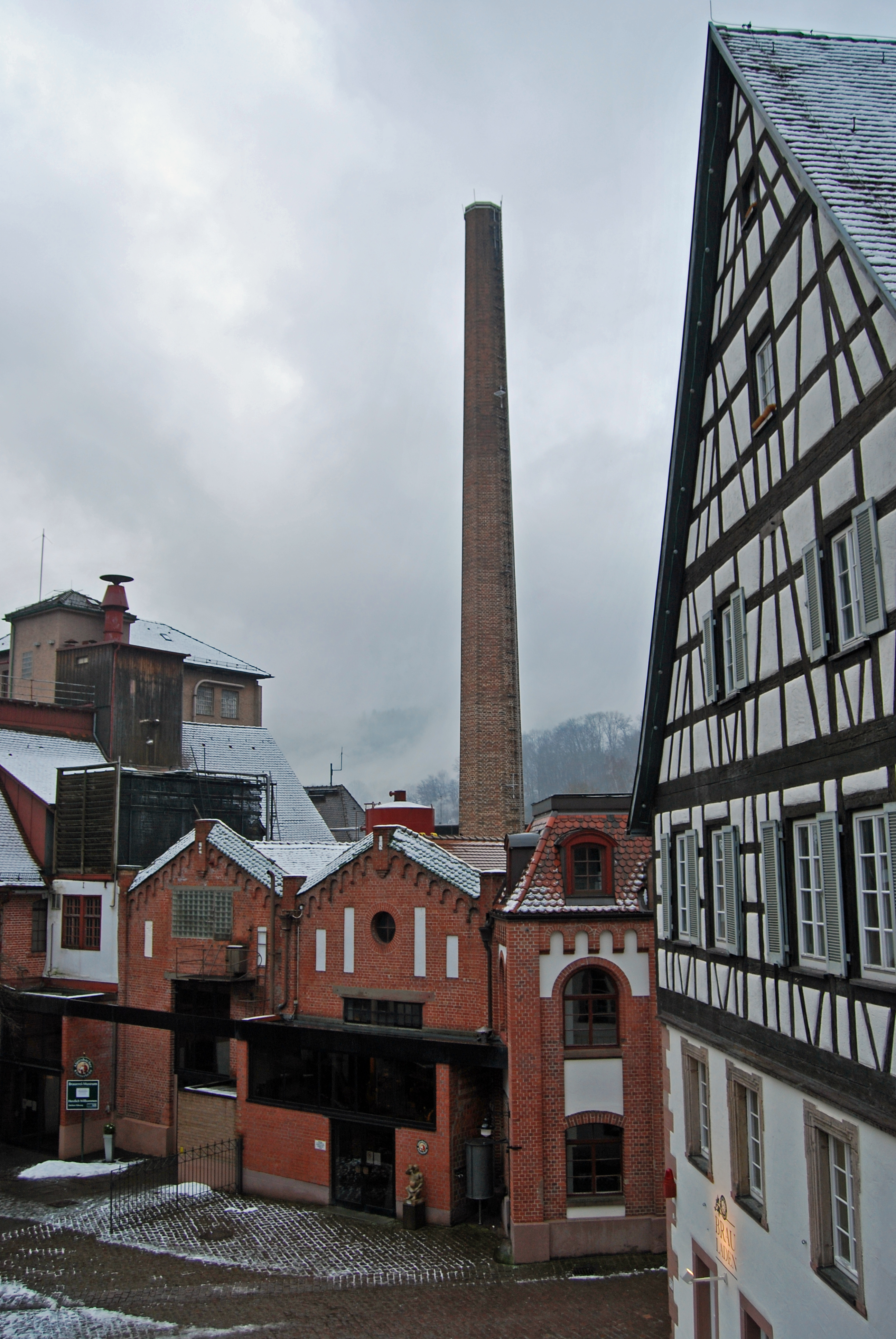

A cervejaria foi fundada em 1877 por Johann Gottfried Glauner, quando adquiriu a cervejaria então denominada Löwenbrau e a reativou com seu nome original Klosterbrauerei. Em 1880 a cervejaria foi adquirida por Carl Albert Glauner. Em 1906 sua denominação passou a ser Alpirsbacher Klosterbräu. A cervejaria é propriedade da família Glauner, qua está na direção já na quarta geração. É dirigida por Markus Schlör e pelo proprietário Carl Glauner e mais três procuradores.
A Alpirsbacher Klosterbräu Glauner GmbH & Co. KG produz e distribui cerveja.
Emprega c. de 85 funcionários, com volume de negócios no valor de 17,8 milhões de Euro (2011) e produção de 180.000 hectolitros por ano. A matriz e único lugar de produção é em Alpirsbach.
Uma particularidade é a tubulação especial que interliga as unidades espacialmente independentes da cervejaria.